# بوصير صنوبري
البوصير الصنوبري (باللاتينية: Verbascum pinetorum) نوع نباتي يتبع جنس البوصير من الفصيلة الغدبية.

## الموئل والانتشار
موطنه بلاد الشام وتركيا.